# Juniperus grandis
Juniperus grandis és una espècie de conífera de la família de les cupressàcies. És un arbre o un arbust alt endèmic de l'oest dels Estats Units.

## Característiques
Juniperus grandis fa 12-26 m d'alt. La seva escorça és marró-vermellenca. Moltes plantes són dioiques, però entre 5–10% són monoiques. El seu fruit carnós fa 5–9 mm de diàmetre.

## Història natural
Es troba en zones rocoses i seques del pinyon-juniper woodland, i en boscos de coníferes temperats incloent les ecoregions de la Sierra Nevada upper montane forest i la Sierra Nevada subalpine zone. Creix a altituds de 100-3.100 m.

## Distribució
És una planta nativa de Sierra Nevada a la Califòrnia oriental i de Nevada occidental; i a les White i Inyo Mountains, San Gabriel i San Bernardino Mountains, i a les grans altituds de les muntanyes del Mojave Desert.